# Григорьевка (Черлакский район)
Григорьевка — исчезнувшая деревня в Черлакском районе Омской области. Входила в Южно-Подольское сельское поселение. Упразднена в 1962 г.

## История
Основана в 1908 году. В 1928 г. посёлок Григорьевский состоял из 28 хозяйств. В составе Васильевского сельсовета Крестинского района Омского округа Сибирского края.

## Население
По переписи 1926 г. в посёлке проживало 167 человек (79 мужчин и 88 женщин), основное население — украинцы.